# Henk Eikema
Henderikus Johannes (Henk) Eikema (Hijkersmilde, 28 december 1882 - Sappemeer, 26 april 1927) was een Nederlandse burgemeester.

## Loopbaan
Eikema was een zoon van Jan Hendriks Eikema, onderwijzer en schoolhoofd, en Alida Jantina Drenthen. Hij huwde in 1915 met Thonia Roelina van Dijk (1878-1955). Eikema was achtereenvolgens burgemeester van Stavoren (1914-1916), Oldehove (1916-1925) en Sappemeer (1925-1927). Hij huurde in Sappemeer enige tijd borg Welgelegen. Hij overleed plotseling op 44-jarige leeftijd.